# Graphothérapie
 (décembre 2023).
La Graphothérapie est la rééducation de l’écriture chez l’enfant, l’adolescent et l’adulte. Elle aide ses derniers à retrouver une écriture lisible, sans douleurs et travaille sur le rythme d'écriture. Grapho vient du grec ancien graphô (« écrire ») et Thérapie vient de therapeía dérivé de therapéuô ce qui signifie (« servir, prendre soin de, soigner, traiter »)

## Définition et Historique
C’est le Professeur Julian Ajuriaguerra (1911-1993), Neuropsychiatre et Psychanalyste qui, dans les années 1950-60, fut à l’origine de la Graphothérapie clinique à l’hôpital Sainte Anne de Paris.
Basé sur trois principes, le Professeur Julian Ajuriaguerra évaluera, interviendra et comprendra les causes réelles de la dysgraphie des enfants.
Le premier principe repose sur une évaluation approfondie. Cette évaluation permet de comprendre les causes des problèmes d'écriture. Evalué sur un mouvement de la main sur l'écriture, la coordination des gestes et les facteurs émotionnels. Ce constat permettait de poser les bases du traitement.
Le second principe est l'intervention. Les besoins de chaque enfant ont été analysés. Traité individuellement, chaque séance permettait de cibler efficacement les problèmes identifiés de ces interventions.
Enfin, la compréhension. L'écriture est « le reflet de la personnalité de l'enfant » disait le Professeur Ajuriaguerra. Cette écriture maitrisée et mieux arrangée permettait à l'enfant de développer une meilleure estime de soi et d'aider à mieux se comprendre.
A partir des travaux de Julian Ajuriaguerra ; Robert Olivaux (1920-2022), Docteur en Psychologie de l’écriture à l’université de Paris, Graphologue, Administrateur de la Société Française de Graphologie (Association de Loi 1901 reconnue d’utilité publique).
Hélène de Gobineau (1903-1958) Graphologue, fonde une spécialité de la Graphologie : la Graphothérapie ou rééducation de l’écriture chez l’enfant, l’adolescent et l’adulte. Il s’agit d’une thérapie de l’écriture qui englobe l’ensemble des troubles de l’écriture (illisibilité partielle ou totale, douleurs, crampe de l’écrivain, vitesse inadaptée, manque de soin, mauvaise image de soi reflétée par l’écriture…).
Cette expression graphique personnelle permet aux personnes présentant des troubles de l'écriture de gagner en estime de soi et en ouverture d'esprit.
Cette discipline sera enseignée au départ dans les écoles de graphologie, en tant que spécialisation jusque dans les années 2000 environ. Puis, répondant à un réel besoin, la graphothérapie prendra son envol et deviendra un métier ou une discipline à part entière.
Dès lors l’on va voir apparaitre un nombre croissant d’écoles, d’Associations et de Fédérations formant ou regroupant des rééducateurs de l’écriture : graphologues/graphothérapeutes ou graphothérapeutes seulement.
Dès le plus jeune âge, avec l'usage des écrans (téléphones portables, tablettes…) et la digitalisation des échanges personnels : l'écriture manuscrite devient plus difficile à maitriser pour les enfants, adolescents et adultes.

## Evolution de la graphothérapie
La graphothérapie s’est développée depuis les années 2000, en réponse à un besoin croissant, constaté par les parents et les enseignants concernant leurs enfants.
D’après l’ouvrage d’Hélène de Gobineau « L’écriture de l’enfant Tome 2 – Ajuriaguerra, Auzias et Denner » « L’enfant dysgraphique est toujours conscient de ses difficultés. Il en est plus ou moins ouvertement honteux. Il est nécessaire de lui redonner le goût d’écrire. »
Et ainsi d'après l’ouvrage de Chantal Thoulon-Page & Florence de Montesquieu « La rééducation de l’écriture de l’enfant et de l’adolescent » : « Dans une population scolaire normale, environ 10% des enfants présentent une déficience de l’écriture. Les difficultés rencontrées dans l’écriture sont diverses. Ces éléments impactent considérablement le positionnement scolaire, sa réussite ou son échec, son estime de soi, sa confiance en lui et l’image qu’il renvoie de lui-même ainsi que son goût de l’écriture. »
Un article du Figaro Etudiant en date du 14 octobre 2016, alerte quant à l’apprentissage de l’écriture, 30% des enfants qui sortent du CP ne sont pas capables de rédiger un écrit lisible.
Une étude/enquête de l’IFOP auprès de 1 000 jeunes de 12 à 25 ans montre au contraire que 75% des jeunes français pensent que l’écriture avec un papier et un stylo est irremplaçable et 95% d’entre eux pensent que la qualité de l’écriture est un gage de réussite pour l’avenir. (https://www.ifop.com/wp-content/uploads/2018/03/3470-1-study_file.pdf)
Aline Le Guluche, autrice de « Mon combat contre l’illettrisme » cite dans le journal Le Figaro dans l'article du Victoire Lemoigne du Figaro : « 10% des enfants arrivent en sixième sans maîtriser la lecture et l'écriture »

## Comment s’inscrit la graphothérapie en France?
La graphothérapie est rattachée au code ROME K1104 (Psychologies & Psychologies appliquées). Cette inscription l'intègre en tant que Psychologie appliquée et non profession Paramédicale, comme le sont l'Ergothérapie, l'Orthophonie ou la Psychomotricité. La Graphothérapie est complémentaire à ces professions.
Il faut, en effet, distinguer la Graphothérapie Clinique et Pathologique, qui elle, s’inscrit dans le domaine médical et nécessite une formation spécifique, et la Graphothérapie liée à la Graphologie et à la Psychologie de l’écriture, découlant de l’école du Professeur Olivaux.
Les limites de la Graphothérapie sont clairement indiquées dans le code de déontologie du Graphothérapeute Professionnel du Syndicat européen des Graphologues et Graphothérapeutes.

## Qui sont les graphothérapeutes?
La graphothérapie est pratiquée essentiellement par les femmes, selon une enquête menée en interne par le SEGP (Syndicat européen des Graphologues et Graphothérapeutes). Elles représentent 97% des inscriptions en 2024 répertoriées par le centre de formation pour adultes.
La part des femmes souhaitant se former à la rééducation de l’écriture, s’explique aussi par le nombre de dossiers des candidatures reçues d’Enseignantes (majoritaires en tant qu’apprenantes de la discipline), de Graphologues, de Psychologues, de Psychomotriciennes, d’Ergothérapeutes… mais aussi de personnes en reconversion professionnelle.